# Lista de prefeitos de Aquidauana
Esta é a lista de prefeitos do município de Aquidauana, estado brasileiro do Mato Grosso do Sul.
| Nº | Nome                               | Imagem | Partido | Início do mandato       | Fim do mandato         | Observações                             |
| 1  | João Gomes de Oliveira             |        |         |                         |                        |                                         |
| 2  | Theodoro Paes da Silva Rondon      |        |         |                         |                        |                                         |
| 3  | Estevão Alves Corrêa               |        |         |                         |                        |                                         |
| 4  | João de Almeida Castro             |        |         |                         |                        |                                         |
| 5  | Estevão Alves Corrêa               |        |         |                         |                        |                                         |
| 6  | Roldão de Oliveira                 |        |         |                         |                        |                                         |
| 7  | Estevão Alves Corrêa               |        |         |                         |                        |                                         |
| 8  | José Alves Ribeiro Filho           |        |         |                         |                        |                                         |
| 9  | Jorge Bodstein Filho               |        |         |                         |                        |                                         |
| 10 | Manoel Antônio Paes de Barros      |        |         |                         |                        |                                         |
| 11 | Manoel Bonifácio Nunes da Cunha    |        |         |                         |                        |                                         |
| 12 | Delfino Alves Corrêa               |        |         |                         |                        |                                         |
| 13 | Rubens Milton Teixeira de Souza    |        |         |                         |                        |                                         |
| 14 | Manoel Bonifácio Nunes da Cunha    |        |         |                         |                        |                                         |
| 15 | Manoel Bonifácio Nunes da Cunha    |        |         |                         |                        |                                         |
| 16 | Delfino Alves Corrêa               |        |         |                         |                        |                                         |
| 17 | Moisés Albuquerque                 |        |         |                         |                        |                                         |
| 18 | Fernando Luiz Alves Ribeiro        |        |         |                         |                        |                                         |
| 19 | Antônio Salústio Areias            |        |         | 31 de janeiro de 1959   | 30 de janeiro de 1963  | Prefeito eleito em sufrágio universal   |
| 20 | Fernando Luiz Alves Ribeiro        |        |         | 31 de janeiro de 1963   | 30 de janeiro de 1966  | Prefeito eleito em sufrágio universal   |
| 21 | Rudel Espíndola Trindade           |        | ARENA   | 31 de janeiro de 1966   | 30 de janeiro de 1970  | Prefeito eleito em sufrágio universal   |
| 22 | Fernando Lucarelli Rodrigues       |        |         | 31 de janeiro de 1970   | 30 de janeiro de 1973  | Prefeito eleito em sufrágio universal   |
| 23 | Rudel Espíndola Trindade           |        |         | 31 de janeiro de 1973   | 31 de janeiro de 1977  | Prefeito eleito em sufrágio universal   |
| 24 | Pedro Ubirajara de Oliveira        |        |         | 1º de fevereiro de 1977 | 31 de janeiro de 1983  | Prefeito eleito em sufrágio universal   |
| 25 | Cristóvão Albuquerque Filho        |        | PMDB    | 1º de fevereiro de 1983 | 31 de dezembro de 1989 | Prefeito eleito em sufrágio universal   |
| 26 | Fernando Luiz Alves Ribeiro        |        | PTB     | 1º de janeiro de 1989   | 31 de dezembro de 1992 | Prefeito eleito em sufrágio universal   |
| 27 | João Henrique Gonçalves Trindade   |        | PTB     | 1º de janeiro de 1993   | 31 de dezembro de 1996 | Prefeito eleito em sufrágio universal   |
| 28 | Raul Martines Freixes              |        | PPB     | 1º de janeiro de 1997   | 31 de dezembro de 2000 | Prefeito eleito em sufrágio universal   |
| 29 | Luiz Felipe Ribeiro Orro           |        | PSDB    | 1º de janeiro de 2001   | 31 de dezembro de 2004 | Prefeito eleito em sufrágio universal   |
| 30 | Luiz Felipe Ribeiro Orro           |        | PTB     | 1º de janeiro de 2005   | 31 de dezembro de 2008 | Prefeito reeleito em sufrágio universal |
| 31 | Fauzi Muhamad Abdul Hamid Suleiman |        | PMDB    | 1º de janeiro de 2009   | 31 de dezembro de 2012 | Prefeito eleito em sufrágio universal   |
| 32 | João Henrique Gonçalves Trindade   |        | PMDB    | 1º de janeiro de 2013   | 31 de dezembro de 2016 | Prefeito eleito em sufrágio universal   |
| 33 | Odilon Ferraz Alves Ribeiro        |        | PSDB    | 1º de janeiro de 2017   | 31 de dezembro de 2020 | Prefeito eleito em sufrágio universal   |
| 34 | Odilon Ferraz Alves Ribeiro        |        | PSDB    | 1º de janeiro de 2021   | 31 de dezembro de 2024 | Prefeito reeleito em sufrágio universal |
| 35 | Mauro Luiz Batista                 |        | PSDB    | 1° de janeiro de 2025   | Atualidade             | Prefeito eleito em sufrágio universal   |